# Hablingbo socken
Hablingbo socken ingick i Gotlands södra härad, ingår sedan 1971 i Gotlands kommun och motsvarar från 2016 Hablingbo distrikt.
Socknens areal är 52,41 kvadratkilometern varav 52,34 land. År 2020 fanns här 249 invånare. Kyrkbyn Hablingbo med sockenkyrkan Hablingbo kyrka ligger i socknen. 

## Administrativ historik
Hablingbo socken har medeltida ursprung. Socknen tillhörde Hablinge ting som i sin tur ingick i Hoburgs setting i Sudertredingen.
Vid kommunreformen 1862 övergick socknens ansvar för de kyrkliga frågorna till Hablingbo församling och för de borgerliga frågorna bildades Hablingbo landskommun. Landskommunen inkorporerades 1952 i Havdhems landskommun och ingår sedan 1971 i Gotlands kommun. Församlingen uppgick 2010 i Havdhems församling.
1 januari 2016 inrättades distriktet Hablingbo, med samma omfattning som församlingen hade 1999/2000.  
Socknen har tillhört samma fögderier och domsagor som Gotlands södra härad. De indelta båtsmännen tillhörde Gotlands andra båtsmanskompani.

## Geografi
Hablingbo socken ligger vid Gotlands sydvästra kust. Socknen är en odlingsbygd i öster delvis på marken från den utdikade Mästermyr och har skog i väster mot kusten.
Många allmänna inrättningar har funnits i socknen: poststation, järnväg, telefonväxel, affärer och bank, kvarnar, sågar, mejeri, smedjor, tjärbränneri.

### Gårdsnamn
Bertels, Bosarve, Botvards, Burge Lilla, Burge Stora, By, Domerarve Lilla, Domerarve Stora, Hagsarve, Hallbenarve, Hallbjäns, Hallvards Lilla Havor Lilla, Havor Stora, Hemmungs, Hägsarve, Kyrkeby, Lukase, Medebys, Mickels, Mällstäde, Nisse, Petes, Prästgården, Rodarve, Ränge, Simes, Stenstugu, Stjups, Vasstäde Lilla. Vasstäde Stora.

### Ortnamn
Alsvik, Vallhage.

## Fornlämningar
Från bronsåldern finns gravrösen och från järnåldern finns ett tiotal mindre gravfält och ett stort, Havor. Från järnåldern finns också husgrunder, stensträngar, slipskårestenar och två fornborgar. Tre runristningar och flera bildstenar är kända. Två vikingatida silverskatter har påträffats liksom Havorringen, ett av Sveriges mest unika guldfynd.

## Namnet
Namnet (1320 Hagbardlingabo) har efterleden bo, 'bygd'. Förleden haghbardhlingar, 'de som håller ting på Hagbardh', är i sin tur sammansatt av inge, inbyggare' och Hagbardh som sedan är sammansatt av hagh, 'inhägnad' och bardh, 'höjdrygg', syftande på åsen där kyrkan ligger.

## Befolkningsutveckling
| Befolkningsutvecklingen i Hablingbo socken 1750–2020 | Befolkningsutvecklingen i Hablingbo socken 1750–2020 | Befolkningsutvecklingen i Hablingbo socken 1750–2020 | Befolkningsutvecklingen i Hablingbo socken 1750–2020 | Befolkningsutvecklingen i Hablingbo socken 1750–2020 |
| --- | ---------------------------------------------------- | ---------------------------------------------------- | ---------------------------------------------------- | ---------------------------------------------------- |
| |                                                      |                                                      |                                                      |                                                      |
| År |                                                      |                                                      | Folkmängd                                            |                                                      |
| 1750 | 1750                                                 |                                                      | 408                                                  |                                                      |
| 1760 | 1760                                                 |                                                      | 458                                                  |                                                      |
| 1769 | 1769                                                 |                                                      | 471                                                  |                                                      |
| 1780 | 1780                                                 |                                                      | 464                                                  |                                                      |
| 1790 | 1790                                                 |                                                      | 465                                                  |                                                      |
| 1800 | 1800                                                 |                                                      | 533                                                  |                                                      |
| 1810 | 1810                                                 |                                                      | 556                                                  |                                                      |
| 1820 | 1820                                                 |                                                      | 599                                                  |                                                      |
| 1830 | 1830                                                 |                                                      | 644                                                  |                                                      |
| 1840 | 1840                                                 |                                                      | 624                                                  |                                                      |
| 1850 | 1850                                                 |                                                      | 652                                                  |                                                      |
| 1860 | 1860                                                 |                                                      | 709                                                  |                                                      |
| 1870 | 1870                                                 |                                                      | 681                                                  |                                                      |
| 1880 | 1880                                                 |                                                      | 660                                                  |                                                      |
| 1890 | 1890                                                 |                                                      | 646                                                  |                                                      |
| 1900 | 1900                                                 |                                                      | 601                                                  |                                                      |
| 1910 | 1910                                                 |                                                      | 545                                                  |                                                      |
| 1920 | 1920                                                 |                                                      | 578                                                  |                                                      |
| 1930 | 1930                                                 |                                                      | 576                                                  |                                                      |
| 1940 | 1940                                                 |                                                      | 543                                                  |                                                      |
| 1950 | 1950                                                 |                                                      | 524                                                  |                                                      |
| 1960 | 1960                                                 |                                                      | 476                                                  |                                                      |
| 1970 | 1970                                                 |                                                      | 362                                                  |                                                      |
| 1980 | 1980                                                 |                                                      | 331                                                  |                                                      |
| 1990 | 1990                                                 |                                                      | 325                                                  |                                                      |
| 2000 | 2000                                                 |                                                      | 315                                                  |                                                      |
| 2010 | 2010                                                 |                                                      | 271                                                  |                                                      |
| 2020 | 2020                                                 |                                                      | 249                                                  |                                                      |
| Anm: Källor: Umeå universitet - Tabellverket 1749-1859, Demografiska databasen, CEDAR, Umeå universitet, Befolkningsutvecklingen i Gotlands socknar 2000 - 2010, Folkmängden per distrikt, landskap, landsdel eller riket efter kön. År 2015 - 2022. |                                                      |                                                      |                                                      |                                                      |

### Fotnoter
1. 1 2  Svensk Uppslagsbok andra upplagan 1947–1955: Hablingbo socken
2. ↑  ”Folkmängden per distrikt, landskap, landsdel eller riket efter kön. År 2015 - 2022”. Statistikdatabasen. Statistiska centralbyrån. http://www.statistikdatabasen.scb.se/pxweb/sv/ssd/START__BE__BE0101__BE0101A/FolkmangdDistrikt/. Läst 23 april 2023.
3. ↑  Harlén, Hans; Harlén Eivy (2003). Sverige från A till Ö: geografisk-historisk uppslagsbok. Stockholm: Kommentus. Libris 9337075. ISBN 91-7345-139-8
4. ↑  ”Församlingar”. Statistiska centralbyrån. https://www.scb.se/hitta-statistik/regional-statistik-och-kartor/regionala-indelningar/forsamlingar/. Läst 30 december 2022.
5. ↑  Administrativ historik för Hablingbo socken (Klicka på församlingsposten). Källa: Nationella arkivdatabasen, Riksarkivet.
6. ↑  Om Gotlands båtsmanskompani
7. 1 2  Sjögren, Otto (1931). Sverige geografisk beskrivning del 2 Östergötlands, Jönköpings, Kronobergs, Kalmar och Gotlands län. Stockholm: Wahlström & Widstrand. Libris 9939
8. 1 2 3  Nationalencyklopedin
9. ↑  Förteckning över slipskåror
10. ↑  Fornlämningar, Statens historiska museum: Hablingbo socken
11. ↑  Fornminnesregistret, Riksantikvarieämbetet: Hablingbo socken Fornminnen i socknen erhålls på kartan genom att skriva in sockennamn (utan "socken") i "Ange geografiskt område"
12. ↑  Mats Wahlberg, red (2003). Svenskt ortnamnslexikon. Uppsala: Institutet för språk och folkminnen. Libris 8998039. ISBN 91-7229-020-X. https://isof.diva-portal.org/smash/get/diva2:1175717/FULLTEXT02.pdf